# Зуд седьмого года
«Зуд седьмого года» (англ. The Seven Year Itch) — американский фильм 1955 года в жанре романтической комедии режиссёра Билли Уайлдера. Картина является экранизацией одноимённой пьесы Джорджа Аксельрода. Главные роли исполнили Мэрилин Монро и Том Юэлл. 
Фильм содержит знаменитый эпизод, когда поток воздуха из решётки вентиляционной системы Нью-Йоркского метро раздувает юбку белого плиссированного платья главной героини.

## Сюжет
Ричард Шерман работает книгоиздателем и живёт в Нью-Йорке вместе со своей семьёй. Каждый год его жена и сын уезжают на отдых, и мужчина остаётся дома один. Однако получилось так, что его тихое существование было нарушено. В квартиру сверху въехала новая соседка — белокурая рекламная модель. При первой же встрече Ричард теряет голову, и его начинает мучить так называемый зуд седьмого года — время, когда мужчина, устав от брака, мечтает пуститься во все тяжкие. Новая соседка будоражит его разум и становится объектом его бурных сексуальных фантазий…

## В ролях
Главные персонажи:
- Мэрилин Монро — девушка, красивая 22-летняя блондинка, модель и актриса в рекламе зубной пасты
- Том Юэлл — Ричард Шерман, книгоиздатель, живущий в том же доме, что и Девушка
- Эвелин Кейс — Хелен Шерман, жена Ричарда

Второстепенные персонажи:
- Сонни Тафтс — Том Маккензи, писатель
- Роберт Штраусс — мистер Крухулик, дворник
- Виктор Мур — водопроводчик
- Оскар Хомолка — доктор Брюбейкер
- Маргерит Чапман — мисс Моррис (секретарша Шермана)
- Кэролин Джонс — мисс Финч (ночная медсестра)
- Доро Меранде — официантка вегетарианского ресторана

## Производство
Фильм основан на одноимённой пьесе писателя Джорджа Аксельрода 1952 года, имевшей большой успех на Бродвее. Изначально права на экранизацию постановки были приобретены студией Paramount, но после ухода Билли Уайлдера оттуда, проект оказался у 20th Century Fox. Авторами сценария выступили Билли Уайлдер и Джордж Аксельрод. Большинство персонажей из оригинальной постановки были убраны и заменены новыми, сюжет также потерпел много изменений из-за соображений цензуры.
В 1954 году у Мэрилин Монро и студии 20th Century Fox был конфликт, причиной которому послужил отказ актрисы сниматься в экранизации провального бродвейского мюзикла под названием «Девушка в розовом трико», сценарий к которому она посчитала глупым и бессмысленным, а главную героиню вульгарной. После урегулирования конфликта Мэрилин заинтересовалась главной ролью в этом проекте. Студия одобрила это, но взамен потребовала чтобы Монро сначала сыграла роль второго плана в мюзикле под названием «Нет лучше бизнеса, чем шоу-бизнес» в обмен на роль в «Розовом трико». Актриса отклонила это предложение, но студия поставила ультиматум.
Увидев кинопробы Уолтера Маттау на роль Ричарда Шермана, Билли Уайлдер понял, что нашёл нужного ему актёра. Однако руководители студии не захотели рисковать, приглашая на главную роль дебютанта. И тогда Уайлдер остановил свой выбор на Томе Юэлле, сыгравшем Шермана в оригинальной постановке.
Во время съёмок Монро часто страдала от депрессии, так как её брак с бейсболистом Джо Ди Маджо подходил к концу.
Знаменитый эпизод, в котором внезапный порыв воздуха из вентиляционного люка взметает вверх юбку белого плиссированного платья Мэрилин Монро, первоначально снимался на Манхэттене, на углу 52-й улицы и Лексингтон-авеню, 15 сентября 1954 года в час ночи. Пять тысяч зевак свистели и улюлюкали, когда Монро в очередной раз срывала дубль, забывая слова. Всё это происходило на глазах у Джо Ди Маджо, который был в ярости. Позже Билли Уайлдер переснял эту сцену в павильоне студии 20th Century Fox, поскольку шум на заднем плане было невозможно заглушить. Чтобы добиться нужного результата, ему пришлось сделать ещё сорок дублей.

## Восприятие
Фильм получил в основном положительные отзывы от критиков. На сайте-агрегаторе Rotten Tomatoes рейтинг одобрения составил 84% на основе 32 рецензий со средней оценкой 7.2/10. При выходе на экраны многие издания высказывали разочарование тем, что в картине слишком много цензуры по сравнению с оригинальной пьесой, где всё более откровенно, а главный герой не был столь целомудренным.
В 1970-х годах Уайлдер назвал этот фильм «ничтожной картиной, потому что фильм с таким сюжетом следует снимать сегодня, без цензуры… Если сейчас написать сценарий о женатом мужчине, который остался один в Нью-Йорке и закрутил роман с сексуальной молодой девушкой, пока его жена и ребенок уехали на лето, то в этом нет ничего такого. Но в те дни это было невозможно, я был как в смирительной рубашке. Всё, что я могу сказать — жаль, что мне не выпала возможность снимать эту картину именно сейчас.

## Награды и номинации
| Дата церемонии  | Награда                           | Категория                                | Номинанты     | Результат |
| --------------- | --------------------------------- | ---------------------------------------- | ------------- | --------- |
| 29 января 1956  | Премия Гильдии режиссёров Америки | Лучшая режиссура — Художественный фильм  | Билли Уайлдер | Номинация |
| 23 февраля 1956 | Золотой глобус                    | Лучшая мужская роль — комедия или мюзикл | Том Юэлл      | Победа    |
| 1956            | BAFTA                             | Лучшая женская роль                      | Мэрилин Монро | Номинация |